# Monique Supeley
Monique Supeley (Koksijde, 2 dicembre 1953) è un'ex cestista belga.

## Carriera
Con il Belgio ha disputato i Campionati europei del 1980.